# Wittnau (Svizzera)
Wittnau (toponimo tedesco) è un comune svizzero di 1 320 abitanti del Canton Argovia, nel distretto di Laufenburg.

## Monumenti e luoghi d'interesse

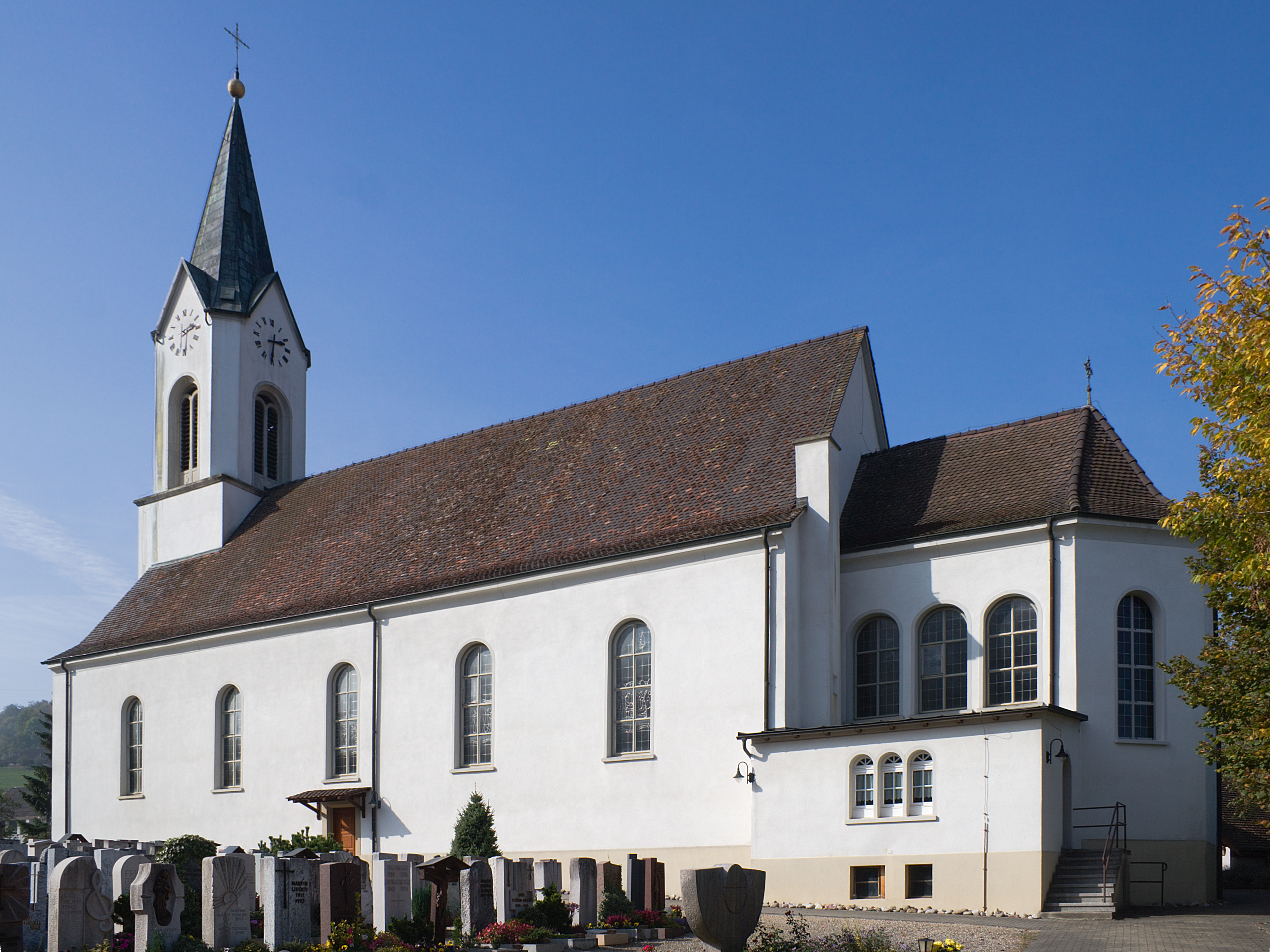
La chiesa cattolica di San Martino

- Chiesa cattolica di San Martino, eretta nel X secolo e ricostruita dopo il 1760[1].

## Società

### Evoluzione demografica
L'evoluzione demografica è riportata nella seguente tabella:
Abitanti censiti

## Amministrazione
Ogni famiglia originaria del luogo fa parte del cosiddetto comune patriziale e ha la responsabilità della manutenzione di ogni bene ricadente all'interno dei confini del comune.